# Zawe Ashton
Zawedde (Zawe) Ashton (Hackney, 25 juli 1984) is een Britse televisie- en filmactrice.

## Biografie
Zawe Ashton werd in 1984 geboren in het Londense Hackney. Haar vader, Paul Ashton, is een Engelsman en haar moeder, Victoria, een Oegandese die als tiener naar het Verenigd Koninkrijk verhuisde. Beide ouders zijn leerkrachten. Haar vader werkte ook een tijdje voor de BBC en Channel 4. Haar grootvader langs moederszijde, Paulo Muwanga, was gedurende de jaren 1980 president en premier van Oeganda.
Ze studeerde aan de theaterschool Anna Scher en maakte deel uit van de National Youth Theatre. Ze behaalde een acteerdiploma aan de Manchester School of Theatre.

## Carrière
Reeds als tiener acteerde ze in televisieproducties mee. Zo had ze in de jaren 1990 kleine rollen in de BBC2-programma's Science in Action en Game On. Eind jaren 2000 had ze ook gastrollen in series als The Bill (2008), Casualty (2009) en Sherlock (2010). 
Tussendoor acteerde Ashton mee in verschillende theaterproducties. Ze vertolkte onder meer Bianca in een opvoering van William Shakespeares Othello (2007) en Anna in The Arsonists (2007) van Max Frisch.
In 2011 kreeg ze de hoofdrol in de komische dramareeks Fresh Meat. De reeks liep vier seizoenen op Channel 4. Van 2011 tot 2013 vertolkte ze ook een van de hoofdpersonages in de detectiveserie Case Histories. 
Sinds 2009 acteert Ashton ook regelmatig in filmproducties. Haar eerste film was de komedie St Trinian's 2: The Legend of Fritton's Gold (2009). In 2016 had ze een bijrol in de Hollywoodfilm Nocturnal Animals van regisseur Tom Ford.

## Filmografie

### Televisie (selectie)
- The Bill (2008)
- Casualty (2009)
- Sherlock (2010)
- Misfits (2010)
- Case Histories (2011–2013)
- Fresh Meat (2011–2016)
- Doctor Who (2014)
- Not Safe For Work (2015)

### Film
- St. Trinian's II: The Legend of Fritton's Gold (2009)
- Blitz (2011)
- Weekender (2011)
- Dreams of a Life (2011)
- Nocturnal Animals (2016)
- Greta (2018)
- Velvet Buzzsaw (2019)
- The Marvels (2023)